# مايو موران
مايو موران هي عالمة قانونية كندية، ولدت في 2 يونيو 1959 في برينس جورج في كندا.